# Anomie
Anomie é uma banda Screamo francesa que começou em 1994. Com antigos membros da banda Escape. A banda ficou ativa de 1994 até 1997. A banda consiste em quatro membros: A cantora Kathleen Simonneau, o baixista Gilles Auvinet, o baterista Rémi Chaumet e o guitarrista Johnny Vallaine. Gilles Auvinet, Rémi Chaumet e Johnny Vallaine em 1999 tocaram juntos em uma banda chamada An-Att.

## Discografia
- 1995: Peace Of Mind (Split com Peace Of Mind)
- 1995: Friendly Split Corporation (Split com Peu Être)
- 1997: Anomie (Sarja / Anima)
- 1997: MRTA Benefit (Sarja / Anima)
- 2001: Discography 1994-1997 (Spurt / Boislève)